# Konstanty Nieciecki
Konstanty Nieciecki (ur. w 1906 w Piotrogrodzie, zm. 10 listopada 1937 w Leningradzie) – radziecki dziennikarz.
Urodził się w 1906 roku w Piotrogrodzie (Sankt-Petersburgu) w rodzinie robotniczej (syn Franciszka). W 1928 roku został członkiem Wszechzwiązkowej Komunistycznej Partii (bolszewików). Do 1930 roku pracował w zakładzie im. W.I. Lenina. Ukończył wieczorowy Instytut dziennikarstwa w Leningradzie. Na początku 1930 roku oddelegowano go jako leningradzkiego komisarza obwodowego (обкомом) WKP(b) do szeksnińskiego rejonu w obwodzie leningradzkim na stanowisko redaktora gazety rejonowej «Колхозник-животновод» (Kołchoźnik - Hodowca zwierząt). W kwietniu 1930 roku podpisał pierwszy numer gazety. Na stanowisku redaktora tej gazety pracował do początku 1932 roku. 11 września 1937 roku został aresztowany przez organy NKWD, а 3 listopada tegoż roku osądzony przez Trybunał Wojenny Leningradzkiego Okręgu Wojskowego. 10 listopada 1937 roku Konstanty Nieciecki został stracony przez rozstrzelanie. Przypuszczalnie pochowany w mogile zbiorowej na cmentarzu "Lewaszowskim"  w Sankt-Petersburgu. 9 stycznia 1961 roku zrehabilitowany pośmiertnie.